# Simbabwische Cricket-Nationalmannschaft in Pakistan in der Saison 2020/21
Die Tour der simbabwischen Cricket-Nationalmannschaft nach Pakistan in der Saison 2020/21 fand vom 30. Oktober bis zum 10. November 2020 statt. Die internationale Cricket-Tour war Bestandteil der Internationalen Cricket-Saison 2020/21 und umfasste drei ODIs und drei Twenty20s. Die ODIs waren Teil der ICC Cricket World Cup Super League 2020–2022. Pakistan gewann die ODI-Serie 2–1 und die Twenty20-Serie 3–0.

## Vorgeschichte
Für beide Mannschaften war es die erste Tour der Saison. Das letzte Aufeinandertreffen der beiden Mannschaften bei einer Tour fand in der Saison 2018 in Simbabwe statt. Anfang September 2020 verkündete das Pakistan Cricket Board, dass trotz der COVID-19-Pandemie die Tour wie geplant Anfang November ausgetragen werden soll. Zimbabwe Cricket erklärte seine Bereitschaft, die Tour anzutreten. Am 23. September erfolgte die Freigabe der simbabwischen Regierung. Eine Delegation Simbabwes reiste im Oktober nach Pakistan, um die biosichere Umgebung zu bewerten.

## Stadien
Ursprünglich sollte die ODI-Serie in Rawalpindi und die Twenty20-Serie in Multan ausgetragen werden. Jedoch konnte sich die Stadt nicht mit dem PCB über das finanzielle Arrangement einigen und so wurde die Serie am 9. Oktober zunächst nach Lahore verlegt. Jedoch wurde dort für den November Smog vorhergesagt, Am 23. Oktober wurde entschieden, dass aufgrund des Smogs auch die Twenty20-Serie in Rawalpindi gespielt wird.
| Stadion                    | Stadt      | Kapazität | Spiele                   |
| -------------------------- | ---------- | --------- | ------------------------ |
| Rawalpindi Cricket Stadium | Rawalpindi | 25.000    | 1. – 3. ODI; 1. – 3. T20 |

## Kaderlisten
Simbabwe benannte am 10. Oktober 2020 einen 20-köpfigen Kader. Das Team landete am 20. Oktober 2020 in Pakistan, musste jedoch auf seinen Coach Lalchand Rajput verzichten, der von der indischen Regierung keine Reisegenehmigung nach Pakistan erhielt.
Pakistan benannte am 19. Oktober 2020 einen 22-köpfigen Kader.
| ODI | ODI | Twenty20 | Twenty20 |
| Pakistan | Simbabwe | Pakistan | Simbabwe |
| --- | --- | --- | --- |
| - Babar Azam (K) - Abdullah Shafique - Abid Ali - Faheem Ashraf - Fakhar Zaman - Haider Ali - Haris Rauf - Haris Sohail - Iftikhar Ahmed - Imad Wasim - Imam-ul-Haq - Khushdil Shah - Mohammad Hasnain - Mohammad Rizwan (wk) - Muhammad Musa - Shaheen Afridi - Usman Qadir - Wahab Riaz - Zafar Gohar | - Chamu Chibhabha (K) - Faraz Akram - Ryan Burl - Brian Chari - Tendai Chatara - Elton Chigumbura - Tendai Chisoro - Craig Ervine - Tinashe Kamunhukamwe - Wesley Madhevere - Wellington Masakadza - Carl Mumba - Richmond Mutumbami (wk) - Blessing Muzarabani - Richard Ngarava - Sikandar Raza - Milton Shumba - Brendan Taylor (wk) - Donald Tiripano - Sean Williams | - Babar Azam (K) - Abdullah Shafique - Faheem Ashraf - Fakhar Zaman - Haider Ali - Haris Rauf - Iftikhar Ahmed - Imad Wasim - Khushdil Shah - Mohammad Hafeez - Mohammad Hasnain - Mohammad Rizwan (wk) - Muhammad Musa - Rohail Nazir (wk) - Shaheen Afridi - Usman Qadir - Wahab Riaz - Zafar Gohar | - Chamu Chibhabha (K) - Faraz Akram - Ryan Burl - Brian Chari - Tendai Chatara - Elton Chigumbura - Tendai Chisoro - Craig Ervine - Tinashe Kamunhukamwe - Wesley Madhevere - Wellington Masakadza - Carl Mumba - Richmond Mutumbami (wk) - Blessing Muzarabani - Richard Ngarava - Sikandar Raza - Milton Shumba - Brendan Taylor (wk) - Donald Tiripano - Sean Williams |

## One-Day Internationals

### Erstes ODI in Rawalpindi
| 30. Oktober Scorecard | Rawalpindi | Pakistan 281-8 (50)          | – | Simbabwe 255 (49.5) |
|                       |            | Pakistan gewinnt mit 26 Runs |   |                     |

Pakistan gewann den Münzwurf und entschied sich als Schlagmannschaft zu beginnen. Das Innings begann für Pakistan mit einem Half-Century über 58 Runs von Imam-ul-Haq, der sich bis zum 26. Over halten konnte. In seinen letzten Overn bekam er Unterstützung von Haris Sohail, der mit 71 Runs ebenfalls ein Fifty erzielte. Als er im 42. Over beim Stand von 205/6 ausschied, war es vor allem Imad Wasim, der mit 34* Runs Pakistan in eine gute Ausgangsposition brachte. Beste Bowler für Simbabwe waren Blessing Muzarabani mit 2 Wickets für 39 Runs und Sikandar Raza mit 2 Wickets für 45 Runs. Simbabwe verlor früh seine Eröffnungs-Batsman, bevor Craig Ervine und Brendan Taylor ein 71-Run Partnership erzielten. Ervine verlor sein Wicket mit 41 Runs im 22. Over und so war es Wesley Madhevere der Taylor weite unterstützte. Als dieser mit einem Fifty von 55 Runs im 46. Over fiel, konnte sich auch Taylor nicht mehr lange halten und verlor sein Wicket nach einem Century über 112 Runs in 117 Bällen ein Over später. Die verbliebenen Batsman konnten das geforderte Ziel nicht mehr erreichen. Dies war vor allem das Verdienst von Shaheen Afridi, der 5 Wickets für 49 Runs erzielte, und Wahab Riaz mit 4 Wickets für 41 Runs. Als Spieler des Spiels wurde Brendan Taylor ausgezeichnet.

### Zweites ODI in Rawalpindi
| 1. November Scorecard | Rawalpindi | Simbabwe 206 (45.1)            | – | Pakistan 208-4 (35.2) |
|                       |            | Pakistan gewinnt mit 6 Wickets |   |                       |

Simbabwe gewann den Münzwurf und entschied sich als Schlagmannschaft zu beginnen. Eröffnungs-Batsman Brian Chari konnte sich bis zum 16. Over halten und erzielte 25 Runs. In seinen letzten Overn wurde er durch Brendan Taylor begleitet, der, nachdem Chari ausschied, zusammen mit Sean Williams ein 61-Run-Partnership erzielte. Taylor schied im 26. Over mit 36 Runs aus und weitere Batsman konnten neben Williams, der 75 Runs erzielte, keinen großen Beitrag leisten. So erzielte Simbabwe, als sie all ihre Wickets im 46. Over verloren, 206 Runs. Bester Bowler Pakistans war Iftikhar Ahmed mit 5 Wickets für 40 Runs. Für Pakistan konnten sich die Eröffnungs-Batsman Imam-ul-Haq und Abid Ali etablieren und bis zum 10. Over 68 Runs erzielen. Dann schied Ali nach 22 Runs aus und Kapitän Babar Azam gesellte sich zu Imam-ul-Haq, die bis zum Stand von 100/2 im 17. Over auf dem Feld blieben. Imam-ul-Haq schied mit 49 Runs aus und Azam konnte zunächst mit Haider Ali (29 Runs) und dann mit Iftikhar Ahmed (16* Runs) das Team mit insgesamt 77* Runs zum Sieg im 36. Over führen. Bester Bowler für Simbabwe war Tendai Chisoro mit 2 Wickets für 49 Runs. Als Spieler des Spiels wurde Iftikhar Ahmed ausgezeichnet.

### Drittes ODI in Rawalpindi
| 3. November Scorecard | Rawalpindi | Simbabwe 278-6 (50) / 3-0 (0.3)               | – | Pakistan 278-9 (50) / 2-2 (0.4) |
|                       |            | Unentschieden (Simbabwe gewann im Super Over) |   |                                 |

Simbabwe gewann den Münzwurf und entschied sich als Schlagmannschaft zu beginnen. Zum Start hatte Simbabwe einen schweren Stand. Sie verloren in den ersten 8 Overn durch Mohammad Hasnain drei Wickets, was zum Stand von 22/3 führte. Erst mit dem Hereinkommen von Brendan Taylor und Sean Williams konnte Simbabwe das Innings stabilisieren. Tayler verlor sein Wicket nach 56 Runs im 25. Over, ebenfalls an Hasnain. Zu Williams gesellte sich Wesley Madhevere, der ebenfalls durch Hasnain nach 33 Runs sein Wicket verlor. Letztendlich war Sikandar Raza der letzte bedeutende Partner von Williams, der ihn mit seinen 45 Runs bis ins letzte Over begleitete. Williams blieb ungeschlagen und erzielte ein Century über 118 Runs in 135 Bällen. Bester Bowler Pakistans war Mohammad Hasnain, der 5 Wickets für 26 Runs erzielte. In ihrer Antwort verlor Pakistan ebenfalls drei Wickets in den ersten Overn und hatte im vierten Over einen Stand von 20/3. Hier war es Kapitän Barbar Azam der sich etablieren konnte. Wichtige Partner waren Khushdil Shah mit 33 Runs und Wahab Riaz mit 52 Runs. Als Azam im vorletzten Over sein Wicket nach einem Century von 125 Runs in 125 Bällen verlor, fehlte Pakistan noch 13 Runs zum Sieg. Sie konnten dies auf 5 Runs im letzten Ball reduzieren, jedoch gelangen ihnen mit diesem nur 4 Runs und so kam es zum Unentschieden. Bester Bowler für Simbabwe war Blessing Muzarabani, der 5 Wickets für 49 Runs erzielte. Im Super Over war es an Pakistan vorzulegen, jedoch verloren die pakistanischen Batsman mit Bällen von Muzarabani schnell ihre Wickets und so musste Simbabwe nur 3 Runs erzielen, um das Spiel zu gewinnen. Dies schafften sie in 3 Bällen und so gewannen sie das letzte ODI der Serie. Als Spieler des Spiels wurde Blessing Muzarabani ausgezeichnet.

## Twenty20 Internationals

### Erstes Twenty20 in Rawalpindi
| 7. November Scorecard | Rawalpindi | Simbabwe 156-6 (20)            | – | Pakistan 157-4 (18.5) |
|                       |            | Pakistan gewinnt mit 4 Wickets |   |                       |

Simbabwe gewann den Münzwurf und entschied sich als Schlagmannschaft zu beginnen. Das Team begann, nachdem Kapitän Chamu Chibhabha ohne Run ausschied, mit Brendan Taylor und Sean Williams Runs zu erzielen. Taylor verlor sein Wicket nach 20 Runs im 5. Over, was dazu führte, dass Wesley Madhevere ins Spiel kam. Dieser konnte sich etablieren und begleitet von Williams (der 25 Runs erzielte) und Elton Chigumbura (21 Runs) das Innings mit 70* Runs ungeschlagen beenden. Beste Bowler für Pakistan waren Haris Rauf mit 2 Wickets für 25 Runs und Wahab Riaz mit 2 Wickets für 37 Runs. Für Pakistan war es Kapitän Barbar Azam der das Innings dominierte. Zusammen mit seinem Eröffnungs-Partner Fakhar Zaman, der 19 Runs erzielte, und Mohammad Hafeez mit 36 Runs, waren seine 82 Runs bis zum 17. Over der entscheidende Anteil zum Erreichen des Ziels im vorletzten Over. Bester Bowler für Simbabwe war Blessing Muzarabani mit 2 Wickets für 26 Runs. Als Spieler des Spiels wurde Barbar Azam ausgezeichnet.

### Zweites Twenty20 in Rawalpindi
| 8. November Scorecard | Rawalpindi | Simbabwe 134-7 (20)            | – | Pakistan 137-2 (15.1) |
|                       |            | Pakistan gewinnt mit 8 Wickets |   |                       |

Pakistan gewann den Münzwurf und entschied sich als Feldmannschaft zu beginnen. Für Simbabwe gelang es kaum einem Spieler, sich im Innings zu etablieren. Taylor schied früh aus und auch sein Partner Chamu Chibhabha (15 Runs) und seine Nachfolger Sean Williams (13 Runs) und Wesley Madhevere (24 Runs) konnten nur bedingt beitragen. Bester Batsman für Simbabwe war Ryan Burl der 32* Runs erzielte und von Elton Chigumbura (18 Runs) und Donald Tiripano (18 Runs) dabei begleitet wurde. Beste Bowler für Pakistan waren Usman Qadir mit 3 Wickets für 23 Runs und Haris Rauf mit 3 Wickets für 31 Runs. Für Pakistan waren es, nach dem Eröffnungs-Schlagmann Fakhar Zaman früh sein Wicket verlor, Barbar Azam mit 51 Runs und Haider Ali mit 66* Runs, die das Spiel entschieden und so ermöglichten das Ziel im 16. Over zu erreichen. Bester Bowler für Simbabwe war Blessing Muzarabani mit 2 Wickets für 33 Runs. Als Spieler des Spiels wurde Haider Ali ausgezeichnet.

### Drittes Twenty20 in Rawalpindi
| 10. November Scorecard | Rawalpindi | Simbabwe 129-9 (20)            | – | Pakistan 130-2 (15.2) |
|                        |            | Pakistan gewinnt mit 8 Wickets |   |                       |

Simbabwe gewann den Münzwurf und entschied sich als Schlagmannschaft zu beginnen. Für Simbabwe konnte Kapitän Chamu Chibhabha als Eröffnungs-Schlagmann 31 Runs erzielen und war so der wichtigste Run-Scorer des Teams. Weitere Spieler verloren meist mit einstelligen Run-Zahlen ihr Wicket und nur Donald Tiripano konnte mit 28 Runs noch einmal etwas Nennenswertes hinzufügen. Nach 20 Over hatten sie 9 Wickets verloren und 129 Runs erzielt. Bester Bowler für Pakistan war Usman Qadir mit 4 Wickets für 13 Runs. Pakistan eröffnete mit Fakhar Zaman und Abdullah Shafique. Zaman verlor im 7. Over nach 21 Runs sein Wicket und wurde durch Haider Ali ersetzt, der 27 Runs erzielte, bevor sein Wicket fiel. Shafique (41* Runs) setzte sein Innings mit Khushdil Shah (36* Runs) fort und sie erreichten im 16. Over die erforderte Runzahl. Die Wickets von Simbabwe wurden von zwei unterschiedlichen Spielern erzielt. Als Spieler des Spiels wurde Usman Qadir ausgezeichnet.

## Statistiken
Die folgenden Cricketstatistiken wurden bei dieser Tour erzielt.

### One-Day Internationals
| Tests               | Tests      | Tests   | Tests   | Tests   | Tests   | Tests   | Tests   | Tests   |
| Batting             | Batting    | Batting | Batting | Batting | Batting | Batting | Batting | Batting |
| Spieler             | Mannschaft | Spiele  | Innings | Runs    | Average | HS      | 100s    | 50s     |
| ------------------- | ---------- | ------- | ------- | ------- | ------- | ------- | ------- | ------- |
| Barbar Azam         | Pakistan   | 3       | 3       | 221     | 110,50  | 125     | 1       | 1       |
| Brendan Taylor      | Simbabwe   | 3       | 3       | 204     | 68,00   | 112     | 1       | 1       |
| Sean Williams       | Simbabwe   | 3       | 3       | 197     | 98.50   | 118*    | 1       | 1       |
| Imam-ul-Haq         | Pakistan   | 3       | 3       | 111     | 37,00   | 58      | 0       | 1       |
| Wesley Madhevere    | Simbabwe   | 3       | 3       | 98      | 32,66   | 55      | 0       | 1       |
| Bowling             |            |         |         |         |         |         |         |         |
| Spieler             | Mannschaft | Spiele  | Overs   | Wickets | Average | BBI     | 5W      | 10W     |
| Blessing Muzarabani | Simbabwe   | 3       | 27.0    | 7       | 19,42   | 5/49    | 1       | 0       |
| Mohammad Hasnain    | Pakistan   | 1       | 10.0    | 5       | 5,20    | 5/26    | 1       | 0       |
| Iftikhar Ahmed      | Pakistan   | 3       | 20.0    | 5       | 20,00   | 5/40    | 1       | 0       |
| Wahab Riaz          | Pakistan   | 2       | 19.4    | 5       | 21,20   | 4/41    | 0       | 0       |
| Shaheen Shah Afridi | Pakistan   | 3       | 30.0    | 5       | 25,40   | 5/49    | 1       | 0       |

### Twenty20
| Tests               | Tests      | Tests   | Tests   | Tests   | Tests   | Tests   | Tests   | Tests   |
| Batting             | Batting    | Batting | Batting | Batting | Batting | Batting | Batting | Batting |
| Spieler             | Mannschaft | Spiele  | Innings | Runs    | Average | HS      | 100s    | 50s     |
| ------------------- | ---------- | ------- | ------- | ------- | ------- | ------- | ------- | ------- |
| Babar Azam          | Pakistan   | 3       | 2       | 133     | 66,50   | 82      | 0       | 2       |
| Wesley Medhevere    | Simbabwe   | 3       | 3       | 103     | 51,50   | 70*     | 0       | 1       |
| Haider Ali          | Pakistan   | 3       | 3       | 100     | 50,00   | 66*     | 0       | 1       |
| Khushdil Shah       | Pakistan   | 3       | 3       | 52      | –       | 36*     | 0       | 0       |
| Chamu Chibhabha     | Simbabwe   | 3       | 3       | 46      | 15,33   | 31      | 0       | 0       |
| Bowling             |            |         |         |         |         |         |         |         |
| Spieler             | Mannschaft | Spiele  | Overs   | Wickets | Average | BBI     | 5W      | 10W     |
| Usman Qadir         | Pakistan   | 3       | 11.0    | 8       | 7,50    | 4/13    | 0       | 0       |
| Haris Rauf          | Pakistan   | 3       | 12.0    | 6       | 15,66   | 3/31    | 0       | 0       |
| Blessing Muzarabani | Simbabwe   | 3       | 9.5     | 4       | 18,00   | 2/26    | 0       | 0       |
| Imad Wasim          | Pakistan   | 1       | 4.0     | 2       | 13,50   | 2/27    | 0       | 0       |
| Wahab Riaz          | Pakistan   | 2       | 8.0     | 2       | 34,00   | 2/37    | 0       | 0       |
| Mohammad Hasnain    | Pakistan   | 3       | 12.0    | 2       | 37,50   | 1/22    | 0       | 0       |

## Auszeichnungen

### Player of the Series
Als Player of the Series wurden der folgende Spieler ausgezeichnet.
| Serie    | Player of the Series |
| -------- | -------------------- |
| ODI      | Babar Azam           |
| Twenty20 | Usman Qadir          |

### Player of the Match
Als Player of the Match wurden die folgenden Spieler ausgezeichnet.
| Spiel       | Player of the Match |
| ----------- | ------------------- |
| 1. ODI      | Brendan Taylor      |
| 2. ODI      | Ifthikar Ahmed      |
| 3. ODI      | Blessing Muzarabani |
| 1. Twenty20 | Babar Azam          |
| 2. Twenty20 | Haider Ali          |
| 3. Twenty20 | Usman Qadir         |